# Philotrypesis parca
Philotrypesis parca är en stekelart som beskrevs av Wiebes 1981. Philotrypesis parca ingår i släktet Philotrypesis och familjen fikonsteklar.
Artens utbredningsområde är:
- Zambia.
- Zimbabwe.

Inga underarter finns listade i Catalogue of Life.